# Elsa (motorfiets)
Elsa is een historisch merk van hulpmotoren.
De bedrijfsnaam was Società Elsa, Brescia.
Dit was een Italiaans merk van Carlo Sorelli dat kleine hulpmotoren maakte. Deze luchtgekoelde 75cc-tweetaktmotoren werden naast het achterwiel van een fiets gemonteerd en haalden een topsnelheid van 40 km/uur. Het motortje woog 8½ kg. Het achterwiel werd door een korte ketting aangedreven. Waarschijnlijk werd er alleen in 1920 geproduceerd.